# اوللوآیا
اوللوآیا (به لاتین: Ulluaya) یک منطقهٔ مسکونی در روسیه است که در شهرستان لواشینسکی واقع شده‌است.